# UDRP
Uniform Domain-Name Dispute-Resolution Policy (zkráceně UDRP) je arbitrážní proces, který byl založen ICANN (Internet Corporation for Assigned Names and Numbers). Slouží jako rozhodčí soud v případě doménových sporů.
Při registraci domény musí každý souhlasit, že případný spor se bude řešit právě přes UDRP.

## Podmínky
Pro zahájení UDRP musí být splněno několik podmínek
- Doména musí být stejná anebo zaměnitelná s obchodní značkou, anebo službou
- Vlastník domény nemá legální oprávnění, anebo nárok doménu užívat
- Doména je užívána ve zlé víře

Pro úspěšné získání domény musí být splněny všechny tyto tři podmínky.
Nejčastějším důvodem pro zahájení UDRP je cybersquatting. Oblíbené jsou zvláště překlepové domény. Dříve se stávalo, že si vlastník ochranné známky zaregistroval doménu pozdě. Dnes s tím už marketingový tým většinou počítá a domény jsou registrovány dříve, než se informace o novém produktu či službě dostanou ven.